# むつ市立脇野沢中学校
むつ市立脇野沢中学校（むつしりつわきのさわちゅうがっこう）は、青森県むつ市脇野沢にある公立中学校。むつ市立脇野沢小学校と施設一体型（4・3・2制）小中一貫教育を行っている。

## 概要
- 本校は、むつ市の旧脇野沢村域唯一の中学校で、脇野沢村域全域を学区とする中学校である。

## 生徒数
- 2022年（令和4年）時点
- 学級数「0.5」は、複式学級を表す。

| 学年 | 1年 | 2年 | 3年 | 特別支援 | 合計 |
| ---- | --- | --- | --- | -------- | ---- |
| 学級 | 0   | 0.5 | 0.5 | 0        | 1    |
| 生徒 | 0   | 2   | 3   | 0        | 5    |

## 沿革
- 1947年（昭和22年）
  - 4月1日 - 脇野沢小学校校舎に併設の形で、脇野沢村立脇野沢は開校。小沢・滝山・九艘泊に分校設置。
  - 4月21日 - 開校式挙行。
- 1948年（昭和23年）5月31日 - 字桂沢87番地に新校舎落成。
- 1951年（昭和26年）
  - 4月1日 - 小沢分校が、昇格独立し、小沢中学校となる。
  - 11月30日 - 字瀬野川目152番地に新校舎落成移転。
- 1952年（昭和27年）4月1日 - 滝山・九艘泊の両分校が、昇格独立し、それぞれ滝山中学校・九艘泊中学校となる。
- 1954年（昭和29年）4月20日 - 屋内体操場兼講堂新築落成。
- 1962年（昭和37年）11月3日 - 校歌制定。
- 1963年（昭和38年）3月31日 - 特別教室4教室新築落成。
- 1980年（昭和55年） - 新校舎完成。
- 1981年（昭和56年）
  - 4月1日 - 小沢・滝山・九艘泊の各校が脇野沢中学校に統合。
  - 月日不明 - 新体育館完成。
- 1993年（平成5年）5月 - コンピューターシステム導入[2]。
- 2005年（平成17年）3月14日 - 市町村合併により、むつ市立脇野沢中学校と改称。
- 2016年（平成28年）4月1日 - 脇野沢小学校校舎を本校校舎に移転し、川内小中学校に次いで、むつ市内2校目の小中一貫校となる[1][3]。

## 周辺
- 下北地域広域行政事務組合むつ消防署脇野沢分署

## アクセス
- JRバス東北下北線「脇野沢」停留所から、徒歩約600m・約10分。
- 脇野沢交通
  - 源藤城線「脇野沢」停留所から、徒歩約600m・約10分。
  - 九艘泊線「海釣り公園」停留所から、徒歩約500m・約8分。
- むつ湾フェリーで、脇野沢港のりばから、徒歩約1.3km・約20分。